# Joel Graterol
Joel David Graterol Nader (pron. [ɟʝo'el]; Valencia; 15 de mayo de 1997) es un futbolista venezolano que juega como portero en el América de Cali de la Categoría Primera A.

## Trayectoria

### Carabobo F.C
Joel Graterol empezó su carrera como futbolista en las categorías inferiores (Sub-18) del Carabobo. Debutó en Primera División el 22 de marzo de 2015 con el Carabobo Fútbol Club en un partido ante Caracas Fútbol Club por la expulsión de su compañero de posición Leo Morales, a los 51 minutos del encuentro, fue derrota de su equipo 0-2 y no recibió ningún gol en el partido.

### Zamora F.C
En 2017 es traspasado al Zamora F.C, donde llega a disputar más de 80 partidos y llegando a coronarse campeón de la Copa Venezuela.

### América de Cali
El 1 de enero de 2020 es fichado por el América de Cali de la Primera División de Colombia. Debutó el 7 de marzo ante el Once Caldas en el torneo local y el 24 de septiembre en la Copa Libertadores frente Universidad Católica de Chile. El 28 de diciembre se corona campeón del Campeonato Colombiano 2020. 

## Selección nacional
Graterol estuvo en la mayoría de los módulos de preparación de la selección de fútbol sub-20 de Venezuela para el Sudamericano Sub-20 que da la clasificación al Mundial siempre siendo el segundo portero, detrás del golero Wuilker Faríñez.
En enero de 2017, formó parte de la selección que jugó el Campeonato Sudamericano Sub-20 efectuado en Ecuador, entre el 18 de enero y el 11 de febrero, en el cual quedaron en el tercer puesto y consiguieron la clasificación a la Copa Mundial de Fútbol Sub-20 de 2017 a realizarse en Corea del Sur. Graterol no disputó ningún partido en dicho campeonato pues el indiscutible Faríñez los disputó todos.Para mayo de 2017 Graterol es convocado para el Mundial Sub-20.
Tras varios partidos siendo el segundo arquero por detrás de Fariñez, Joel debutó el 3 de junio del 2021 con la selección absoluta en un partido correspondiente a las eliminatorias al Mundial de Catar 2022 frente a Bolivia. Y en la Copa América 2021 frente a Brasil en el partido inaugural.

#### Participaciones internacionales
| Competición              | Sede          | Resultado    | Part. | Goles recibidos |
| ------------------------ | ------------- | ------------ | ----- | --------------- |
| Sudamericano Sub-20 2017 | Ecuador       | Tercer lugar | 0     | 0               |
| Mundial Sub-20 2017      | Corea del Sur | Subcampeón   | 0     | 0               |

### Selección absoluta

#### Participaciones en Copa América
| Competición       | Sede           | Resultado        | Partidos | Goles recibidos |
| ----------------- | -------------- | ---------------- | -------- | --------------- |
| Copa América 2019 | Brasil         | Cuartos de final | 0        | 0               |
| Copa América 2021 | Brasil         | Fase de grupos   | 1        | 3               |
| Copa América 2024 | Estados Unidos | Cuartos de final | 0        | 0               |

## Clubes
| Equipo            | País              | Año               | Partidos | Goles Recibidos | Porterías Imbatidas |
| ----------------- | ----------------- | ----------------- | -------- | --------------- | ------------------- |
| Carabobo          | Venezuela         | 2015 - 2017       | 2        | -2              | 1                   |
| Zamora            | Venezuela         | 2017 - 2019       | 86       | -95             | 23                  |
| América de Cali   | Colombia          | 2020 - 2022       | 88       | -91             | 29                  |
| Panetolikos       | Grecia            | 2023              | 5        | -5              | 2                   |
| América de Cali   | Colombia          | 2024 - Presente   | 26       | -20             | 9                   |
| Consolidado total | Consolidado total | Consolidado total | 207      | -213            | 64                  |

## Palmarés

### Campeonatos nacionales
| Título                        | Equipo          | País      | Año  |
| ----------------------------- | --------------- | --------- | ---- |
| Torneo Apertura               | Zamora          | Venezuela | 2018 |
| Primera División de Venezuela | Zamora          | Venezuela | 2018 |
| Copa Venezuela                | Zamora          | Venezuela | 2019 |
| Primera División de Colombia  | América de Cali | Colombia  | 2020 |